# Szkoła bolońska

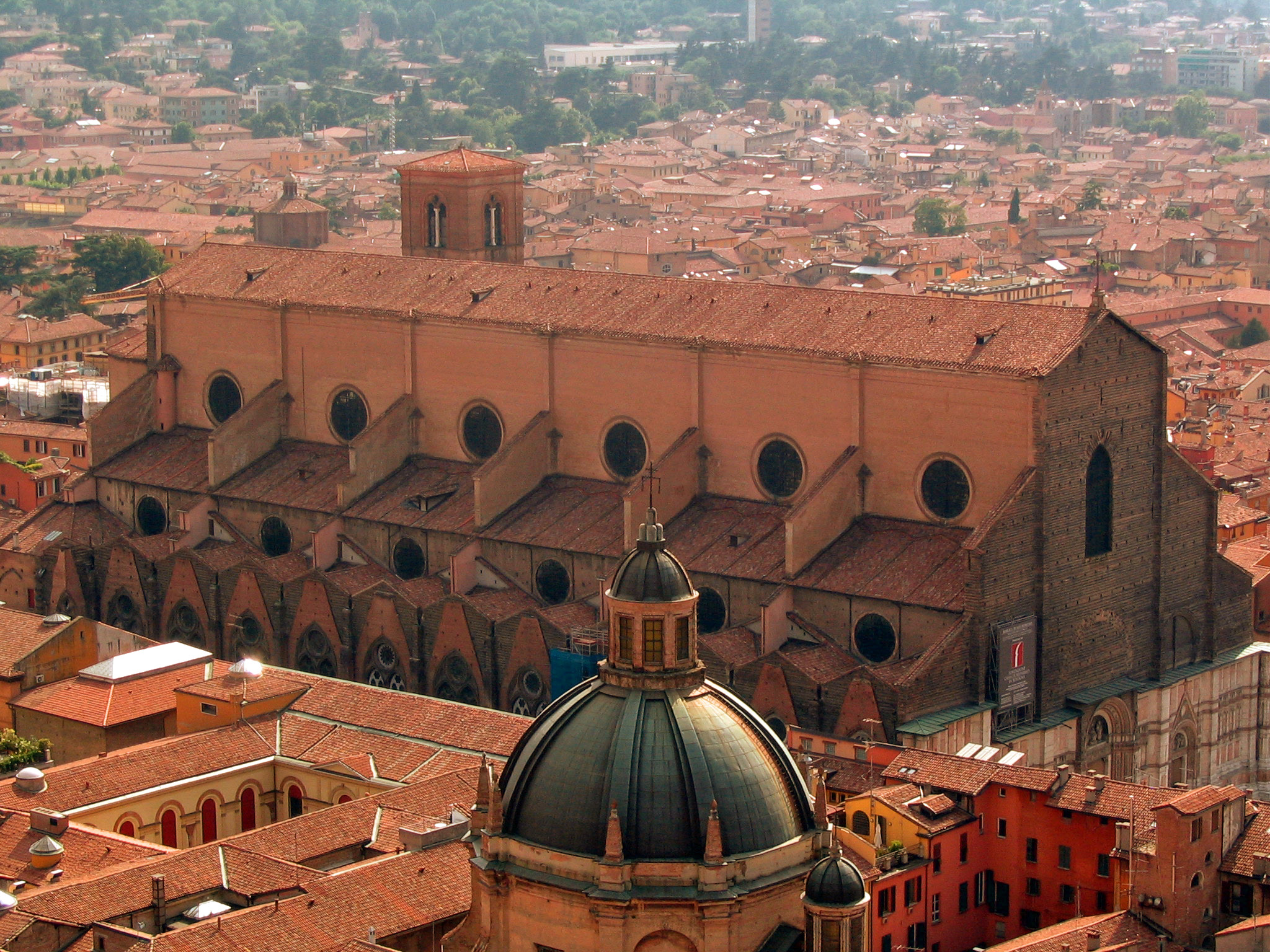
Bazylika widziana z wieży Asinelli

Szkoła bolońska – barokowa szkoła kompozytorska, działająca wokół kapeli funkcjonującej przy bazylice św. Petroniusza w Bolonii, skupiająca kompozytorów włoskich tworzących muzykę instrumentalną, istniejąca w latach 1650-1750. Do szkoły zalicza się muzyków takich jak Maurizio Cazzati (założyciel, od 1657 kapelmistrz katedry), Giuseppe Torelli, Arcangelo Corelli, Tomaso Antonio Vitali, Giovanni Battista Bassani, Giacomo Antonio Perti, Domenico Gabrielli czy Giovanni Battista Vitali.
Szkoła rozwinęła się pod wpływem działalności Akademii Filharmonicznej oraz wydawców takich jak M. Silvani czy G. Monti. Kompozytorzy szkoły bolońskiej doprowadzili do podziału sonat na da camera oraz da chiesa (Vitali wyróżniał obie formy w tytułach swoich utworów), a także rozwinęli concerto grosso i koncert solowy.